# هاپول، شهرستان لی، آلاباما
هاپول (به انگلیسی: Hopewell) یک منطقهٔ مسکونی در ایالات متحده آمریکا است که در آلاباما واقع شده‌است. هاپول ۲۰۹٫۱ متر بالاتر از سطح دریا واقع شده‌است.